# Masret ved
Masur eller masret ved (låneord fra tysk Maser = "knude", heraf Maserung = "åretegning") er det fænomen, at veddet hos bestemte individer af nogle træarter er præget af et flammet eller forvredet årringsmønster. De ægte masurtræer er altså træer, som har en arvelig fejl, der betyder, at årringene anbringes forkert. Det er dette, der fremkalder den særprægede vedstruktur.
Masret ved findes især hos Vorte-Birk, men ses også af og til hos Storbladet Elm og Spids-Løn samt (omend sjældent) hos Skovfyr. Knolde og udvækster med masret ved kan derimod dannes hos næsten alle arter. Velkendt er f.eks. rodknoldene af Træ-Lyng, der forarbejdes til pibehoveder under navnet "bruyèrerod".
Man kender til skåle og bægre fremstillet i masret ved i Vestergötland fra det 16. århundrede. I dag dyrker man podede kloner af masret Vorte-Birk, sådan at efterspørgslen efter dette særprægede materiale kan efterkommes.

## Eksternt link
- Skov- og naturstyrelsen: Masurdannelse